# Experian
Experian este o companie care oferă soluții IT și alte servicii pentru corporații. Operațiile acesteia se desfășoară în peste 30 de țări și au generat o cifră de afaceri de peste jumătate de miliard $ în anul 2006.